# Előkiemelés

Preemfázis (felvételkor vagy adáskor) és deemfázis (lejátszáskor vagy vételkor)

Az előkiemelés (preemfázis) a magashangok szándékos, szabványos kiemelése.
Az előkiemelés inverz művelete az utóelnyomás vagy utókiegyenlítés (deemfázis).
Mind az előkiemelés, mind az utóelnyomás mértékét szabványok szabályozzák, hiszen az utóelnyomás után ugyanazt a hangot kell visszakapnunk, mint ami előkiemelés előtt bekerült a rendszerbe.
Az előkiemelés-utóelnyomás célja:
- zajszűrés
- statikus spektrális torzítások kiegyenlítése

## Az előkiemelés mértéke[3]
Az előkiemelés mértékének (τ) meghatározására μs nagyságrendű időállandót használnak. 
A hangfrekvenciás jel előkiemelésének karakterisztikája egy adott időállandójú, RC tag (ellenállás-kondenzátor) karakterisztikájával jellemezhető.
Az előkiemelés és az utóelnyomás jelleggörbéje a 0dB értéknél keresztezik egymást egy fc frekvencián. Az fc frekvencia értéke a τ értékéből levezethető.
| τ (µs) | fc (Hz) |  |
| ------ | ------- |  |
| 7958   | 20      |  |
| 3183   | 50      |  |
| 1592   | 100     |  |
| 318    | 500     |  |
| 200    | 796     |  |
| 140    | 1137    |  |
| 120    | 1326    |  |
| 100    | 1592    |  |
| 90     | 1768    |  |
| 75     | 2122    |  |
| 70     | 2274    |  |
| 50     | 3183    |  |
| 35     | 4547    |  |
| 25     | 6366    |  |
| 17,5   | 9095    |  |
| 15     | 10610   |  |

## Megvalósítása
Az előkiemelés és az utóelnyomás legegyszerűbben passzív négypólusokkal is megvalósítható.
{\displaystyle \tau =R_{1}C_{1}=R_{2}C_{2}}
{\displaystyle f_{0}={\frac {1}{2\pi R_{1}C_{1}}}={\frac {\omega _{0}}{2\pi }};\tau ={\frac {1}{\omega _{0}}}}
{\displaystyle \tau ={\frac {1}{2\pi \cdot f_{c}}}}
Az előkiemelést differenciáló alaptagnak, az utóelnyomást integráló alaptagnak is tekinthetjük.
Az előkiemelés és az utóelnyomás megvalósítására a gyakorlatban lényegesen bonyolultabb áramköröket alkalmaznak, különösen az analóg hangrögzítésnél fellépő zajok és spektrális torzulások kiküszöbölésére.

## Alkalmazási területei

### Rádiófrekvenciás hangátvitel

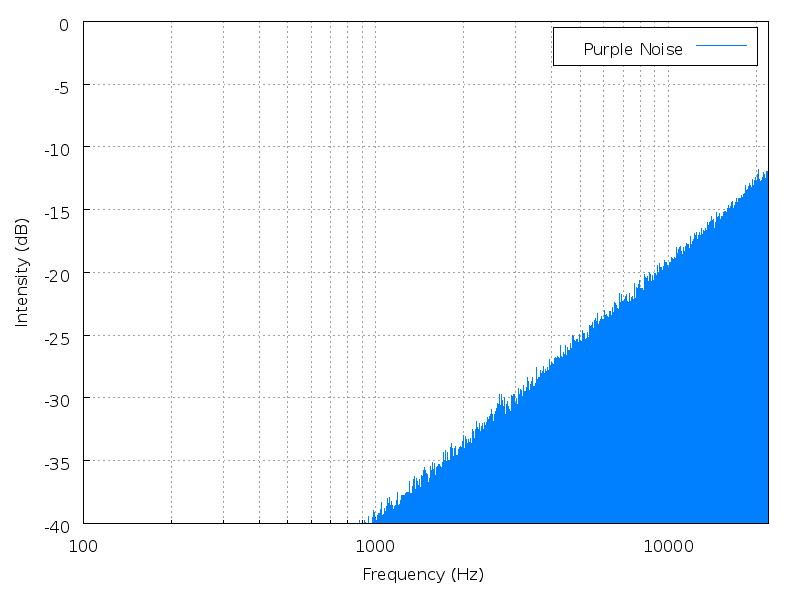
A lila zaj spektruma

A rádiófrekvenciás hangátvitel során a hangjel adóba történő bejuttatása és a vevőből történő leválasztása között összetett utat jár be, melynek során számottevő zaj keletkezik. A
- modulátorban
- adóvégfokban
- átviteli közegben
- rádiófrekvenciás előerősítőben
- demodulátorban

keletkezett zajok összegződnek. Az így keletkezett zaj spektrumképe nem egyenletes, hanem a hangfrekvenciával arányosan növekszik, ún.  lila zaj keletkezik.
Az előkiemelést-utóelnyomást leginkább frekvenciamodulált atvitelnél használják. FM üzemben a vevőkészülék hangszórójából magas hangú, sistergő zaj hallatszik. E zavaró zaj csökkentése céljából a vevőkészülékben a magas hangokat csillapítják. Ahhoz viszont, a magas hangoknak a vevőben való elnyomása ellenére az átvitel frekvenciahű legyen, az adóban a magas hangokat még a frekvenciamodulátorra bocsátás előtt ugyanilyen mértékben kiemelik. Ez az alapsávi előkiemelés, vagy preemphasis.
Előkiemelés során a modulátorba bejuttatott hang spektrumát a lilazajjal megegyező görbe szerint megváltoztatják, vagyis a magas hangokat kiemelik.
A vevőben a demodulátorból kijövő hangon utóelnyomást végeznek, abból a célből, hogy ugyanolyan spektrumú hangot kapjanak vissza, mint amit az adóoldalon az adóba bejuttattak.
Utóelnyomásnál az előkiemeléssel ellentétes görbéjű szűrőt alkalmaznak, így megszűnik a lilazaj anélkül, hogy az eredeti, adóba bejuttatott hang az átvitel során módosulna.
Digitális alapú hangátvitelnél szükségtelen előkiemelést-utóelnyomást használni.
Frekvenciamodulált átvitel esetén
- Európában τ=50 μs
- az USA-ban τ=75 μs

előkiemelést alkalmaznak.

### Analóg hangrögzítés

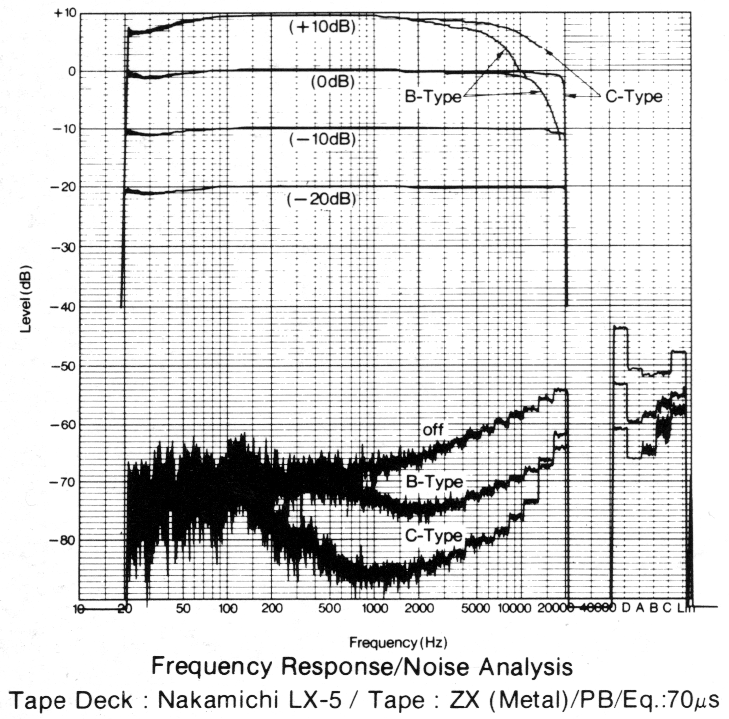
Egy kompakt kazetta zajának és a rajta rögzíthető jelnek a frekvenciamenete

Hangrögzítés során a felvevőegységben előkiemelést, a visszajátszó egységben pedig utóelnyomást használnak. Az eljárás célja:
- A hangrögzítőben, hangszedőben, keletkező zajok kiszűrése
- A hanghordozóban keletkező zajok szűrése, spektrumtorzítások korrekciója.

A hangrögzítes során keletkező zajkép és átviteli karakterisztika függ a hanghordozó fajtájától. Az előkiemelés-utóelnyomás más-más paraméterekkel történik
- hanglemeznél (RIAA-korrekció, tűzörejszűrés)
- Szalagos magnetofonnál
- vasoxid alapú magnókazettánál
- krómoxid alapú magnókazettánál

Digitális alapú hangrögzítésnél az előkiemelés-utóelnyomás technológiája okafogyottá vált.